# デヴィッド・ブライアン
デヴィッド・ブライアン（David Bryan、1962年2月7日 - ）は、アメリカ合衆国ニュージャージー州出身のミュージシャン。ロックバンド、ボン・ジョヴィのキーボーディスト。

## 略歴
デヴィッド・ブライアン・ラッシュバウム（David Bryan Rashbaum）は、ニュージャージー州のパースアンボイに生まれる。ユダヤ系。7歳のときにピアノを始める。ジュリアード音楽院の教員であったエメリー・ハック (Emery Hack) にピアノを教わる。また、彼の父親はトランペットを演奏していた。
彼がジョン・ボン・ジョヴィと組んでいたバンドの契約が決まったとき、ラトガース大学を中退してジュリアード音楽院に入学しようとしていたが、契約の話を受けて入学を辞退した。
その後、ボン・ジョヴィのキーボード奏者として活動する。ライブでは、オルガンやピアノも担当する。
1990年には宝石デザイナーのエイプリル・マクリーンと結婚する。その後、3人の子供をもうける（うち上2人は双子）。ちなみにエイプリルは「恋の切り札」のプロモーションビデオに出演している。2004年に離婚。2010年、レクシー・クォースと再婚した。
ボン・ジョヴィのアルバム『クラッシュ』のレコーディング前、彼は電動丸ノコで指を怪我してしまう。しかし、リハビリの甲斐もあり、キーボードを弾けるまでに回復した。
セカンド・アルバム『7800°ファーレンハイト』までは本名の「David Bryan Rashbaum」を名乗っていたが、「Rashbaum」まで入れると長いため、ミドルネームを苗字にし「David Bryan」とするようになった。
ミュージカルも手がけており、彼がジョー・ディピエトロと共に音楽を担当したミュージカル『メンフィス（Memphis)』は、2010年第64回トニー賞において、作品賞、脚本賞、楽曲賞、編曲賞を受賞している。

## ディスコグラフィ

### ソロ・アルバム
- Netherworld (1991年) ※サウンドトラック。数曲を制作
- 『オン・ア・フル・ムーン…』 - On a Full Moon (1994年)
- Lunar Eclipse (2000年)